# Роке-де-Агандо
Роке-де-Агандо (исп. Roque de Agando) или Роке-Агандо (исп. Roque Agando) — значительное скальное образование на острове Ла-Гомера в составе Канарских островов. Один из наиболее узнаваемых символов острова и популярная туристическая достопримечательность.
До вершины нельзя добраться пешком. В XX веке гора неоднократно была покорена альпинистами, но в настоящее время скалолазание на Роке-Агандо запрещено, как на охраняемом объекте. Доступны лишь пешие прогулки в непосредственной близости от вершины.
На пике находятся остатки жертвенных святилищ гуанчей. Памятник пребывал в прекрасном состоянии вплоть до 1980-х годов, когда он был разрушен немецкой съёмочной группой, снимавшей здесь документальный фильм.